# Peter Kozler
Peter Kozler (Koče, 16 febbraio 1824 – Lubiana, 16 aprile 1879) è stato un geografo e cartografo politico austriaco.

## Biografia
Nato a Gottschee (oggi Koče), un villaggio a sud di Kočevje nel Regno d'Illiria, Impero austriaco (ora Slovenia) da una famiglia di origine tedesca, si identifica fin da giovane maggiormente con la cultura slovena e a favore di una convivenza pacifica di culture slovena e tedesca in Carniola.
Nato da una famiglia benestante, fa fortuna economica con la produzione di birra, fondando la Fabbrica di Birra Union. Successivamente sarà anche avvocato, geografo, cartografo, attivista e imprenditore, devolvendo spesso fondi per sostenere associazioni culturali e istituzioni slovene. Vicino al movimento conservatore sloveno, fonda l'Unione Slovena, associazione che rivendicava il diritto all'espressione della cultura slovena e la lotta etnica, sostenendo la dignità della Slovenia Unita.

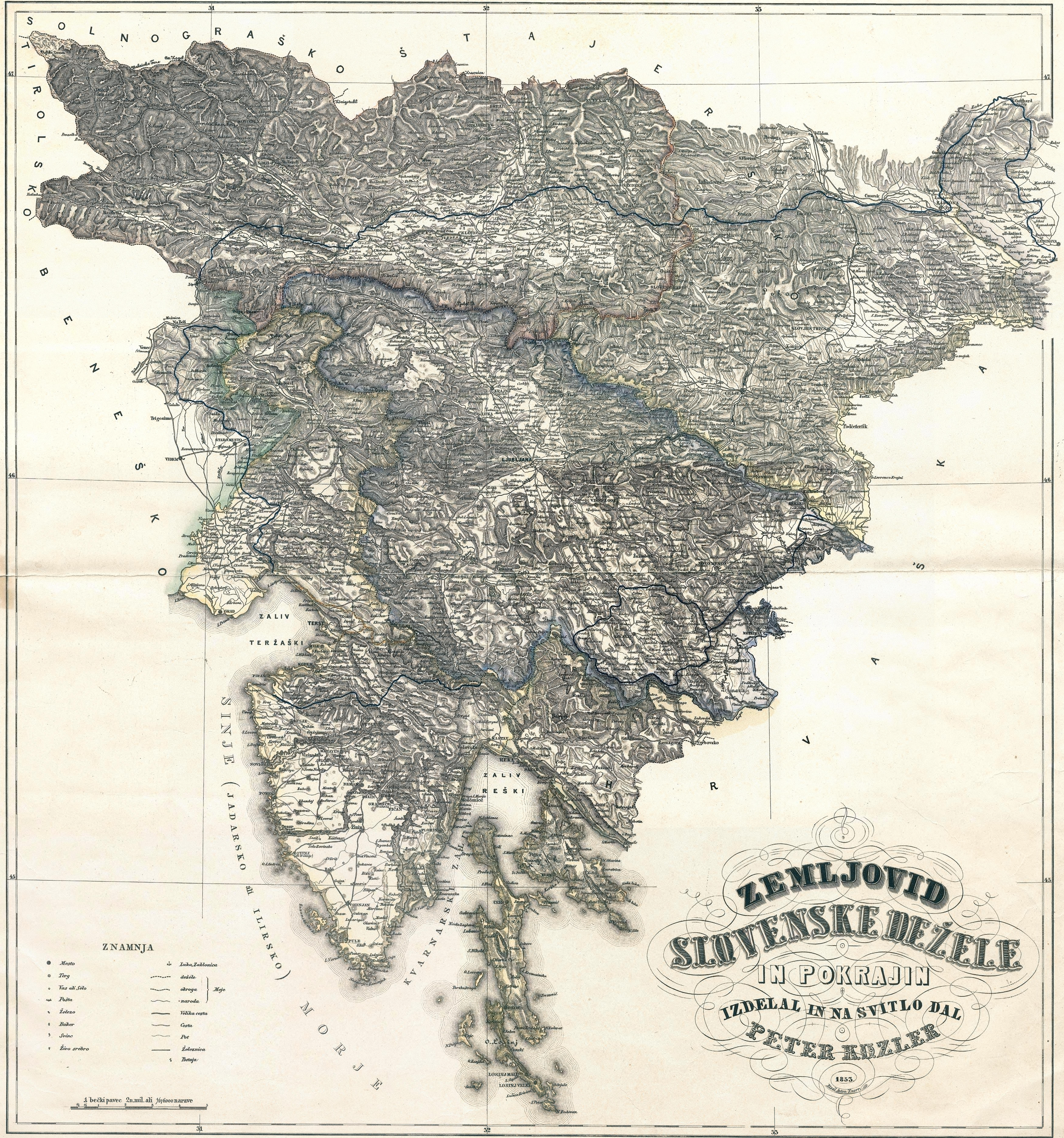
Mappa delle Regioni e Province Slovene, 1848, pubblicata 1854

È noto prevalentemente per aver redatto la prima mappa della Slovenia, chiamata Zemljovid dežele Slovenske in pokrajin ("Una mappa delle Regioni e delle Province Slovene") in scala 1:576000. La popolazione maggioritaria del Regno di Illiria, gli Sloveni, proponeva infatti di includere la Bassa Stiria per unire tutte le terre slovene in un'unica unità amministrativa. La mappa viene presentata nel 1848, ma pubblicata solo nel 1854 in un almanacco chiamato Kratki zemljopis slovenski ("Piccola Geografia Slovena"), probabilmente il primo atlante geografico ad utilizzare esclusivamente toponimi sloveni.
La mappa, divenuta famosa come "Carta di Kozler", propone una linea blu indicante il preteso confine nazionale degli sloveni, comprendente l'odierna Carinzia austriaca con la propria capitale Klagenfurt (nella carta chiamata col nome sloveno Celovec), le città di Gorizia (Gorica) e Trieste (nella carta Terst, mentre attualmente il nome sloveno è Trst), nonché Capodistria (Koper), Isola (nella carta Izla, oggi in sloveno Izola) e Pirano (Piran), all'epoca abitate quasi esclusivamente da italiani. Il libro viene confiscato dalle autorità militari austriache e reso disponibile al pubblico solo nel 1861. Per tali ragioni, Kozler è imprigionato dalle autorità austriache per un breve periodo. Diversamente da quanto proposto, le autorità austriache nel 1849 ricreano i Regni di Carinzia, Carniola e Küstenland, in una divisione amministrativa durata fino al 1918.
Kozler muore a Lubiana all'età di cinquantacinque anni.